# Matt Barnes
Matt Kelly Barnes (Santa Clara, 9 de março de 1980), é um ex jogador norte-americano de basquetebol profissional, jogou por último no Golden State Warriors da NBA.

## Estatísticas

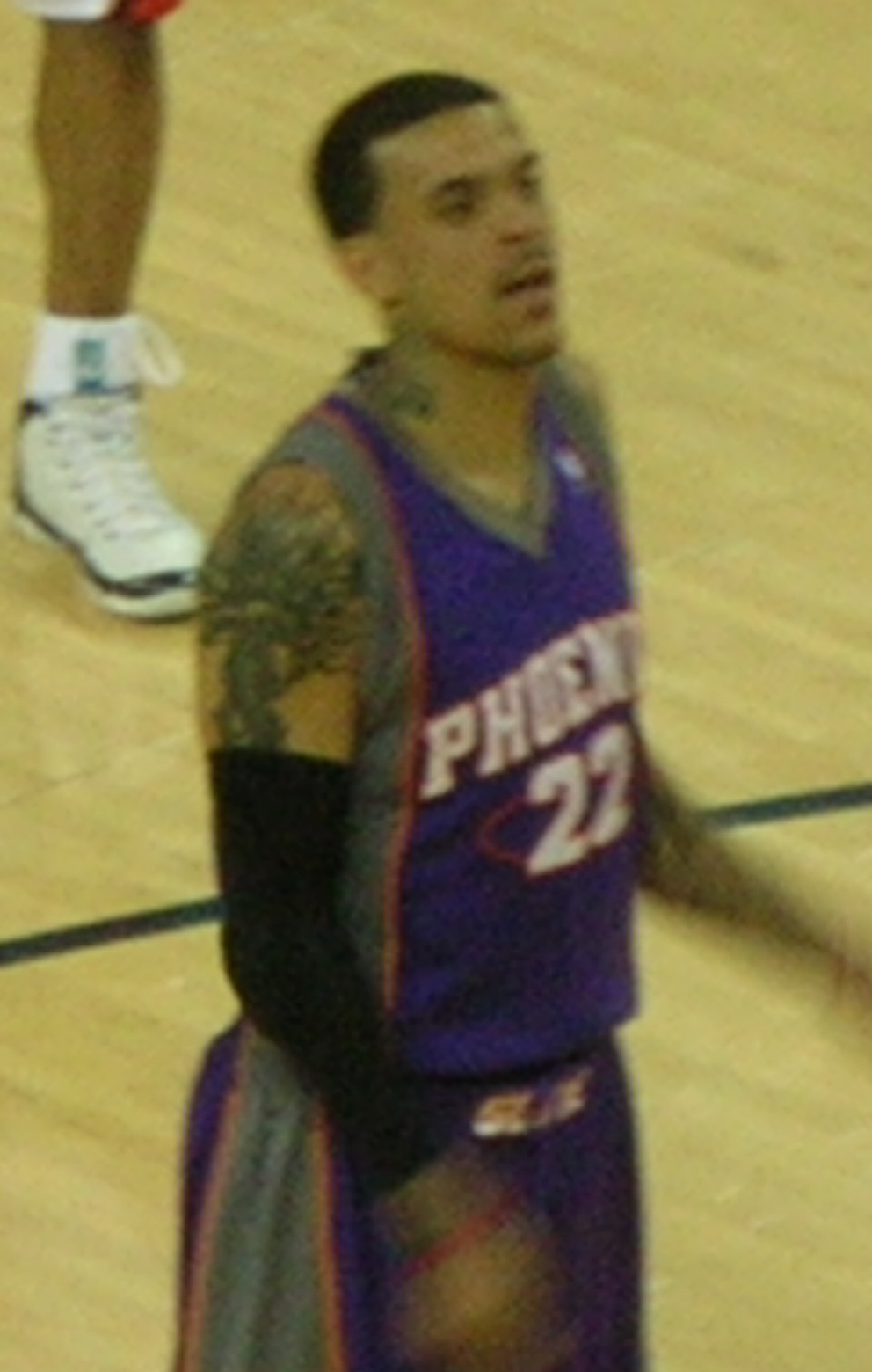
Barnes, con los Suns en 2009.

### Temporada regular
| Ano     | Equipe        | PJ  | PT  | MPP  | %TC  | %3P  | %TL  | RPP | APP | ROB | TPP | PPP  |
| ------- | ------------- | --- | --- | ---- | ---- | ---- | ---- | --- | --- | --- | --- | ---- |
| 2003-04 | L.A. Clippers | 38  | 9   | 19.1 | .457 | .154 | .705 | 4.0 | 1.3 | .7  | .1  | 4.5  |
| 2004-05 | Sacramento    | 43  | 9   | 16.6 | .411 | .227 | .603 | 3.1 | 1.3 | .7  | .2  | 3.8  |
| 2005-06 | New York      | 6   | 5   | 15.5 | .367 | .250 | .750 | 4.0 | 1.0 | .7  | .0  | 4.3  |
| 2005-06 | Philadelphia  | 50  | 0   | 10.8 | .536 | .182 | .674 | 1.9 | .4  | .3  | .1  | 3.0  |
| 2006-07 | Golden State  | 76  | 23  | 23.9 | .438 | .366 | .732 | 4.6 | 2.1 | 1.0 | .5  | 9.8  |
| 2007-08 | Golden State  | 73  | 18  | 19.4 | .423 | .293 | .747 | 4.4 | 1.9 | .7  | .5  | 6.7  |
| 2008-09 | Phoenix       | 77  | 40  | 27.0 | .423 | .343 | .743 | 5.5 | 2.8 | .7  | .3  | 10.2 |
| 2009-10 | Orlando       | 81  | 58  | 25.9 | .487 | .319 | .740 | 5.5 | 1.7 | .7  | .4  | 8.8  |
| 2010-11 | L.A. Lakers   | 53  | 0   | 19.2 | .470 | .318 | .779 | 4.3 | 1.3 | .7  | .4  | 6.7  |
| 2011-12 | L.A. Lakers   | 63  | 16  | 22.9 | .452 | .333 | .742 | 5.5 | 2.0 | .6  | .8  | 7.8  |
| 2012-13 | L.A. Clippers | 80  | 4   | 25.7 | .462 | .342 | .744 | 4.6 | 1.5 | 1.0 | .8  | 10.3 |
| 2013-14 | L.A. Clippers | 63  | 40  | 27.5 | .438 | .343 | .733 | 4.6 | 2.0 | .9  | .4  | 9.9  |
| 2014-15 | L.A. Clippers | 76  | 74  | 29.9 | .444 | .362 | .779 | 4.0 | 1.5 | .9  | .7  | 10.1 |
| 2015-16 | Memphis       | 76  | 45  | 28.8 | .381 | .322 | .804 | 5.5 | 2.1 | 1.0 | .8  | 10.0 |
| Total   | Total         | 855 | 341 | 23.6 | .440 | .335 | .742 | 4.6 | 1.7 | .8  | .5  | 8.3  |

### Playoffs
| Ano   | Equipe        | PJ | PT | MPP  | %TC  | %3P  | %TL  | RPP | APP | ROB | TPP | PPP  |
| ----- | ------------- | -- | -- | ---- | ---- | ---- | ---- | --- | --- | --- | --- | ---- |
| 2007  | Golden State  | 11 | 3  | 30.0 | .450 | .422 | .722 | 5.7 | 2.4 | 1.5 | .4  | 11.1 |
| 2010  | Orlando       | 14 | 14 | 23.3 | .400 | .375 | .850 | 4.7 | 1.4 | .7  | .2  | 6.4  |
| 2011  | L.A. Lakers   | 10 | 0  | 13.1 | .395 | .167 | .571 | 2.8 | .5  | .7  | .2  | 3.6  |
| 2012  | L.A. Lakers   | 11 | 0  | 16.8 | .271 | .161 | .500 | 3.3 | 1.5 | .9  | .5  | 3.5  |
| 2013  | L.A. Clippers | 6  | 0  | 27.0 | .545 | .412 | .842 | 5.0 | .5  | .7  | .3  | 11.8 |
| 2014  | L.A. Clippers | 13 | 13 | 31.1 | .421 | .317 | .684 | 4.5 | 1.8 | .9  | .2  | 9.4  |
| 2015  | L.A. Clippers | 14 | 14 | 29.2 | .380 | .267 | .750 | 5.1 | 1.6 | 1.4 | .7  | 7.6  |
| Total | Total         | 79 | 44 | 24.6 | .407 | .311 | .748 | 4.5 | 1.4 | 1.0 | .4  | 7.4  |